# American Basketball Association
Pour les articles homonymes, voir ABA.
Le championnat American Basketball Association (ABA) réfère à deux championnats américains de basket-ball. La première ABA fut fondée en 1967 avant de fusionner durant l'été 1976 avec la ligue concurrente NBA. La seconde fut fondée à la fin des années 1990 (ABA), et est une ligue mineure. Cet article est consacré à l'ABA originelle.

## Historique
L'ABA est fondée en 1967 et devient une ligue concurrente de la NBA jusqu'à sa fusion en 1976. Quatre équipes ABA (sur les sept ayant disputé jusqu'à son terme l'ultime saison) rejoignent la NBA à l'occasion de cette fusion : les Nets de New York, les Nuggets de Denver, les Pacers de l'Indiana, et les Spurs de San Antonio.
Le premier commissaire de la ligue fut George Mikan, le célèbre pivot des Lakers. C'est lui qui eut l'idée d'introduire l'emblème symbolique de l'ABA : une balle bleue, rouge et blanche (aux couleurs du drapeau américain) à la place du classique ballon orange.
L'ABA se distinguait de la NBA par un jeu plus ouvert et orienté vers l'attaque, ainsi que par quelques différences dans les règles (une horloge de 30 secondes comparé aux 24 secondes en NBA). L'ABA fut également la première ligue professionnelle à introduire la ligne des trois points (au-delà des 6,25 mètres, un panier réussi compte trois points) ainsi que les concours de dunks. Le style offensif et débridé de l'ABA attirait de nombreux fans. Les équipes organisaient parfois des évènements afin de promouvoir leurs sponsors et attirer les spectateurs, leur faisant gagner différents lots. Toujours dans le même esprit, les ballgirls, hôtesses d'accueil et ramasseuses de balles, animaient les mi-temps. Elles deviendront plus tard les pom-pom girls.
L'absence de couverture télévisée, associée à des pertes financières mirent fin à l'activité de cette ligue.
De nombreux joueurs en ABA firent les beaux jours de la NBA, le plus célèbre étant Julius Erving, mais on peut également citer Connie Hawkins, George « Ice » Gervin, David Thompson, George McGinnis, Artis Gilmore ou Moses Malone (trois fois MVP en NBA)

### Résultats des finales
| Saison      | Vainqueur            | Adversaire                        | Série         |
| ----------- | -------------------- | --------------------------------- | ------------- |
| 1967 - 1968 | Pipers de Pittsburgh | Buccaneers de la Nouvelle-Orléans | 4 manches à 3 |
| 1968 - 1969 | Oaks d'Oakland       | Pacers de l'Indiana               | 4 manches à 1 |
| 1969 - 1970 | Pacers de l'Indiana  | Stars de Los Angeles              | 4 manches à 2 |
| 1970 - 1971 | Stars de l'Utah      | Colonels du Kentucky              | 4 manches à 3 |
| 1971 - 1972 | Pacers de l'Indiana  | Nets de New York                  | 4 manches à 2 |
| 1972 - 1973 | Pacers de l'Indiana  | Colonels du Kentucky              | 4 manches à 3 |
| 1973 - 1974 | Nets de New York     | Stars de l'Utah                   | 4 manches à 1 |
| 1974 - 1975 | Colonels du Kentucky | Pacers de l'Indiana               | 4 manches à 1 |
| 1975 - 1976 | Nets de New York     | Nuggets de Denver                 | 4 manches à 2 |

## Les franchises
Onze franchises participent à la première édition en 1968. Parmi celles-ci, seules les équipes des Pacers de l'Indiana et les Colonels du Kentucky sont encore présentes lors de la dernière saison disputée sous le même nom. Les cinq autres franchises disputant la saison finale, en 1975-1976 disputent l'ensemble des saisons, mais en portant différents noms au cours de cette période. La franchise des Chaparrals de Dallas devient les Spurs de San Antonio à partir de la saison 1973-1974. De même, les Oaks d'Oakland deviennent les Capitols de Washington puis les Squires de la Virginie. les Rockets de Denver deviennent les Nuggets de Denver lors de la saison 1974-1975. les Mavericks de Houston, prennent le nom des Cougars de la Caroline et des Spirits of St. Louis. Les Americans du New Jersey deviennent les Nets de New York. 
Quatre franchises sont intégrées en NBA : les Nets de New York, sous le nom des Nets du New Jersey, les Nuggets de Denver, les Spurs de San Antonio et les Pacers de l'Indiana.
| Eastern Division | Western Division |
| --- | --- |
| 1968 : Pipers de Pittsburgh \| Muskies du Minnesota \| Pacers de l'Indiana \| Colonels du Kentucky \| Americans du New Jersey                                         | 1968 : Buccaneers de la Nouvelle-Orléans \| Chaparrals de Dallas \| Rockets de Denver \| Mavericks de Houston \| Amigos d'Anaheim \| Oaks d'Oakland     |
| 1969 : Floridians de Miami \| Pipers du Minnesota \| Pacers de l'Indiana \| Colonels du Kentucky \| Nets de New York                                                  | 1969 : Buccaneers de La Nouvelle-Orléans \| Chaparrals de Dallas \| Rockets de Denver \| Mavericks de Houston \| Stars de Los Angeles \| Oaks d'Oakland |
| 1970 : Floridians de Miami \| Pipers de Pittsburgh \| Pacers de l'Indiana \| Colonels du Kentucky \| Cougars de la Caroline \| Nets de New York                       | 1970 : Buccaneers de la Louisiane \| Chaparrals de Dallas \| Rockets de Denver \| Washington Capitols \| Los Angeles Stars                              |
| 1971 : The Floridians \| Condors de Pittsburgh \| Squires de la Virginie \| Colonels du Kentucky \| Cougars de la Caroline \| Nets de New York                        | 1971 : Pacers de l'Indiana \| Stars de l'Utah \| Pros de Memphis \| Rockets de Denver \| Chaparrals du Texas                                            |
| 1972 : The Floridians \| Condors de Pittsburgh \| Squires de la Virginie \| Colonels du Kentucky \| Cougars de la Caroline \| Nets de New York                        | 1972 : Pacers de l'Indiana \| Stars de l'Utah \| Pros de Memphis \| Rockets de Denver \| Chaparrals de Dallas                                           |
| 1973 : Tams de Memphis \| Nets de New York \| Squires de la Virginie \| Colonels du Kentucky \| Cougars de la Caroline                                                | 1973 : Stars de l'Utah \| Pacers de l'Indiana \| Rockets de Denver \| Conquistadors de San Diego \| Chaparrals de Dallas                                |
| 1974 : Tams de Memphis \| Nets de New York \| Squires de la Virginie \| Colonels du Kentucky \| Cougars de la Caroline                                                | 1974 : Stars de l'Utah \| Pacers de l'Indiana \| Rockets de Denver \| Conquistadors de San Diego \| Spurs de San Antonio                                |
| 1975 : Spirits of St. Louis \| Nets de New York \| Squires de la Virginie \| Colonels du Kentucky \| Sounds de Memphis                                                | 1975 : Stars de l'Utah \| Pacers de l'Indiana \| Nuggets de Denver \| Conquistadors de San Diego \| Spurs de San Antonio                                |
| 1976 : Pacers de l'Indiana \| Colonels du Kentucky \| Nets de New York \| Nuggets de Denver \| Spirits of St. Louis \| Squires de la Virginie \| Spurs de San Antonio | Les Sails de San Diego et les Stars de l'Utah ne joueront pas cette saison. Les Claws de Baltimore ne la débuteront même pas.                           |

## Personnalités de la ligue

### Joueurs
Louie Dampier est le joueur ayant inscrit le plus de points en ABA avec 13 726. Il devance Dan Issel, Ron Boone, Mel Daniels et Julius Erving. Dans la statistique du rebond, le meilleur joueur est Mel Daniels avec 9 494, devant Artis Gilmore, Gerald Govan, Red Robbins et Bob Netolicky. Le meilleur passeur de l'histoire de la ligue est Louie Dampier, 4 044 passes décisives, devant Mack Calvin, Bill Melchionni, Freddie Lewis et Jimmy Jones. Artis Gilmore est le meilleur pour la statistique du contre, statistique qui n'est comptabilisée qu'à partie de la saison 1971-1972.
| Rang | Points         | Points | Rebonds       | Rebonds | Passes          | Passes | Contres         | Contres |
| Rang | Nom            | Total  | Nom           | Total   | Nom             | Total  | Nom             | Total   |
| ---- | -------------- | ------ | ------------- | ------- | --------------- | ------ | --------------- | ------- |
| 1    | Louie Dampier  | 13726  | Mel Daniels   | 9494    | Louie Dampier   | 4044   | Artis Gilmore   | 1143    |
| 2    | Dan Issel      | 12823  | Artis Gilmore | 7169    | Mack Calvin     | 3067   | Caldwell Jones  | 780     |
| 3    | Ron Boone      | 12153  | Gerald Govan  | 7119    | Bill Melchionni | 3044   | Billy Paultz    | 751     |
| 4    | Mel Daniels    | 11739  | Red Robbins   | 6155    | Freddie Lewis   | 2883   | Julius Erving   | 648     |
| 5    | Julius Erving  | 11662  | Bob Netolicky | 5518    | Jimmy Jones     | 2786   | Darnell Hillman | 505     |
| 6    | Freddie Lewis  | 11660  | Dan Issel     | 5426    | Ron Boone       | 2569   | Jim Eakins      | 384     |
| 7    | Donnie Freeman | 11544  | Billy Paultz  | 5406    | Larry Brown     | 2509   | Julius Keye     | 380     |
| 8    | Mack Calvin    | 10620  | Byron Beck    | 5165    | Chuck Williams  | 2420   | Mike Green      | 380     |
| 9    | Stew Johnson   | 10538  | Jim Eakins    | 5142    | Warren Jabali   | 2389   | George Gervin   | 377     |
| 10   | Roger Brown    | 10498  | Ira Harge     | 4955    | Roger Brown     | 2315   | Mel Daniels     | 351     |

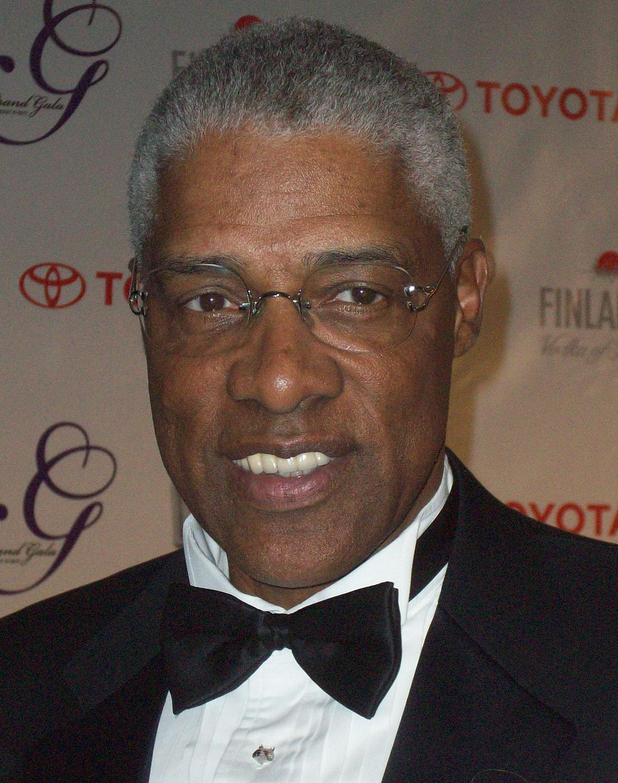
Julius Erving

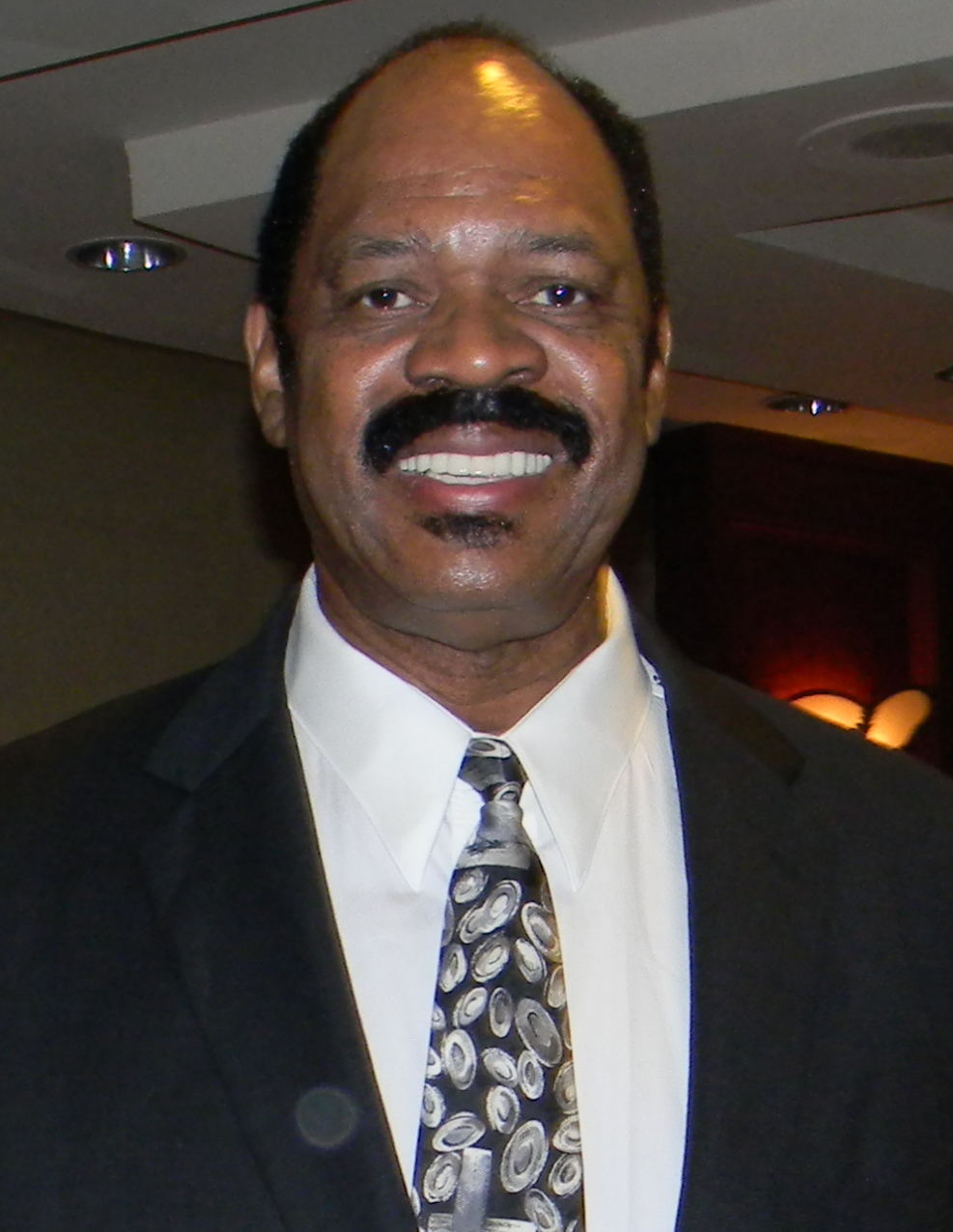
Artis Gilmore

Julius Erving est le joueur qui reçoit le plus de titres de meilleur joueur, Most Valuable Player : il est élu en 1974, 1975 et 1976. Le seul autre joueur à obtenir plus d'une fois ce trophée est Mel Daniels, en 1969 et 1971. Deux joueurs remportent ce trophée tout en étant rookie : Spencer Haywood en 1970 et Artis Gilmore en 1972.
| Saison    | MVP                           | MVP                                  | Rookie of the year      | Rookie of the year                          |
| Saison    | Nom                           | Club                                 | Nom                     | Club                                        |
| --------- | ----------------------------- | ------------------------------------ | ----------------------- | ------------------------------------------- |
| 1967-1968 | Connie Hawkins                | Pipers de Pittsburgh                 | Mel Daniels             | Muskies du Minnesota                        |
| 1968-1969 | Mel Daniels                   | Pacers de l'Indiana                  | Warren Jabali           | Oaks d'Oakland                              |
| 1969-1970 | Spencer Haywood               | Rockets de Denver                    | Spencer Haywood         | Rockets de Denver                           |
| 1970-1971 | Mel Daniels                   | Pacers de l'Indiana                  | Charlie Scott Dan Issel | Squires de la Virginie Colonels du Kentucky |
| 1971-1972 | Artis Gilmore                 | Colonels du Kentucky                 | Artis Gilmore           | Colonels du Kentucky                        |
| 1972-1973 | Billy Cunningham              | Cougars de la Caroline               | Brian Taylor            | Nets de New York                            |
| 1972-1974 | Julius Erving                 | Nets de New York                     | Swen Nater              | Spurs de San Antonio                        |
| 1974-1975 | Julius Erving George McGinnis | Nets de New York Pacers de l'Indiana | Marvin Barnes           | Spirits of St. Louis                        |
| 1975-1976 | Julius Erving                 | New York Nets                        | David Thompson          | Nuggets de Denver                           |

En 1977, une sélection des vingt-cinq meilleurs joueurs de la ligue est établie par un panel de cinquante personnes représentant l'ensemble des acteurs de la ABA : propriétaires, reporters, journalistes... Julius Erving est désigné all-time Most Valuable Player, meilleur joueur de l'histoire de la ligue. Les vingt-quatre joueurs sont : Marvin Barnes, Rick Barry, Zelmo Beaty, Ron Boone, Mack Calvin, Billy Cunningham, Louie Dampier, Mel Daniels, Donnie Freeman, George Gervin, Artis Gilmore, Connie Hawkins, Spencer Haywood, Dan Issel, Jimmy Jones, Freddie Lewis, Maurice Lucas, Moses Malone, George McGinnis, Billy Paultz, Charlie Scott, James Silas, David Thompson, Willie Wise.
De nombreux joueurs ayant évolué dans la ligue ont été introduits au Basketball Hall of Fame. Parmi ceux-ci, Connie Hawkins, Artis Gilmore, Billy Cunningham, Julius Erving, Dan Issel, David Thompson, Larry Brown - en tant qu'entraîneur - , Rick Barry, George Gervin et Moses Malone.

### Entraineurs
Larry Brown, avec trois titres d'entraîneur de l'année, est l'entraîneur le plus récompensé de la ligue. Il figure parmi les trois entraîneurs de ABA à avoir été introduit au Basketball Hall of Fame, avec Alex Hannum et Bill Sharman.

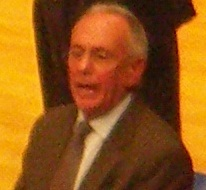
Larry Brown

| Saison    | Nom                        | Club                                   | Bilan       | Pourcentage de victoire |
| --------- | -------------------------- | -------------------------------------- | ----------- | ----------------------- |
| 1967-1968 | Vince Cazzetta             | Pipers de Pittsburgh                   | 54–24       | 69,2 %                  |
| 1968-1969 | Alex Hannum                | Oaks d'Oakland                         | 60–18       | 76,9 %                  |
| 1969-1970 | Bill Sharman Joe Belmont   | Stars de Los Angeles Rockets de Denver | 43–41 42–14 | 51,2 % 75,0 %           |
| 1970-1971 | Al Bianchi                 | Squires de la Virginie                 | 55–29       | 65,5 %                  |
| 1971-1972 | Tom Nissalke               | Chaparrals de Dallas                   | 42–42       | 50,0 %                  |
| 1972-1973 | Larry Brown                | Cougars de la Caroline                 | 57–27       | 67,9 %                  |
| 1973-1974 | Babe McCarthy Joe Mullaney | Stars de l'Utah Colonels du Kentucky   | 51–33 53–31 | 60,7 % 63,1 %           |
| 1974-1975 | Larry Brown                | Nuggets de Denver                      | 65–19       | 77,4 %                  |
| 1975-1976 | Larry Brown                | Nuggets de Denver                      | 60–24       | 71,4 %                  |

## Récompenses et honneurs
La ABA décernait chaque année un certain nombre de récompenses et d'honneurs pour mettre en avant ses joueurs et ses cadres.
Il y avait six récompenses officielles décernées par la ABA. Trois titres de meilleur joueur (Most Valuable Player, MVP) étaient décernés chaque année lors du All-Star Game, de la saison régulière, et des playoffs. Les autres récompenses annuelles étaient le cadre de l'année (Executive of the Year), l’entraîneur de l'année (Coach of the Year), et la recrue de l'année (Rookie of the Year). Les honneurs étaient également décernés aux joueurs qui excellaient dans ces catégories : meilleur joueur, meilleur défenseur et meilleure recrue. Les récompenses de cadre de l'année (Executive of the Year Award) et d'équipe des meilleurs défenseurs (All-Defensive Team) ont été décernées à partir de la saison 1972–73, alors que les autres catégories ont existé dès le début de la ABA (1967-1968). Julius Erving est le titulaire du plus grand nombre de récompenses ABA avec cinq MVP : trois en saison régulière et deux en playoffs. Artis Gilmore a remporté le plus d'honneurs ABA, en totalisant neuf. Un total de 80 joueurs et cadres ABA ont reçu au moins une récompense ou un honneur.
Liste des récompenses et honneurs de l'American Basketball Association.